# Mycetophila ziegleri
Mycetophila ziegleri är en tvåvingeart som beskrevs av Olavi Kurina 2008. Mycetophila ziegleri ingår i släktet Mycetophila och familjen svampmyggor.
Artens utbredningsområde är Italien. Inga underarter finns listade i Catalogue of Life.